# Pachalik de Niš
1846–1864
Entités précédentes :
- Pachalik de Roumélie (partie)

Entités suivantes :
- Vilayet du Danube

L'eyalet ou pachalik de Niš, en turc : Eyālet-i Nīş, est une province de l'Empire ottoman qui a existé de 1846 à 1864. Il couvrait une partie de l'actuelle Serbie (sandjak de Niš) et de l'actuelle Bulgarie (sandjak de Sofia). Sa capitale était Niš.

## Histoire

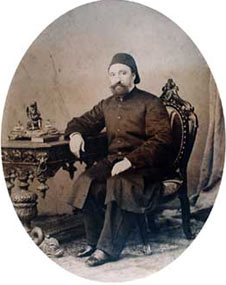
Midhat Pacha, gouverneur ottoman, photographié à une date inconnue

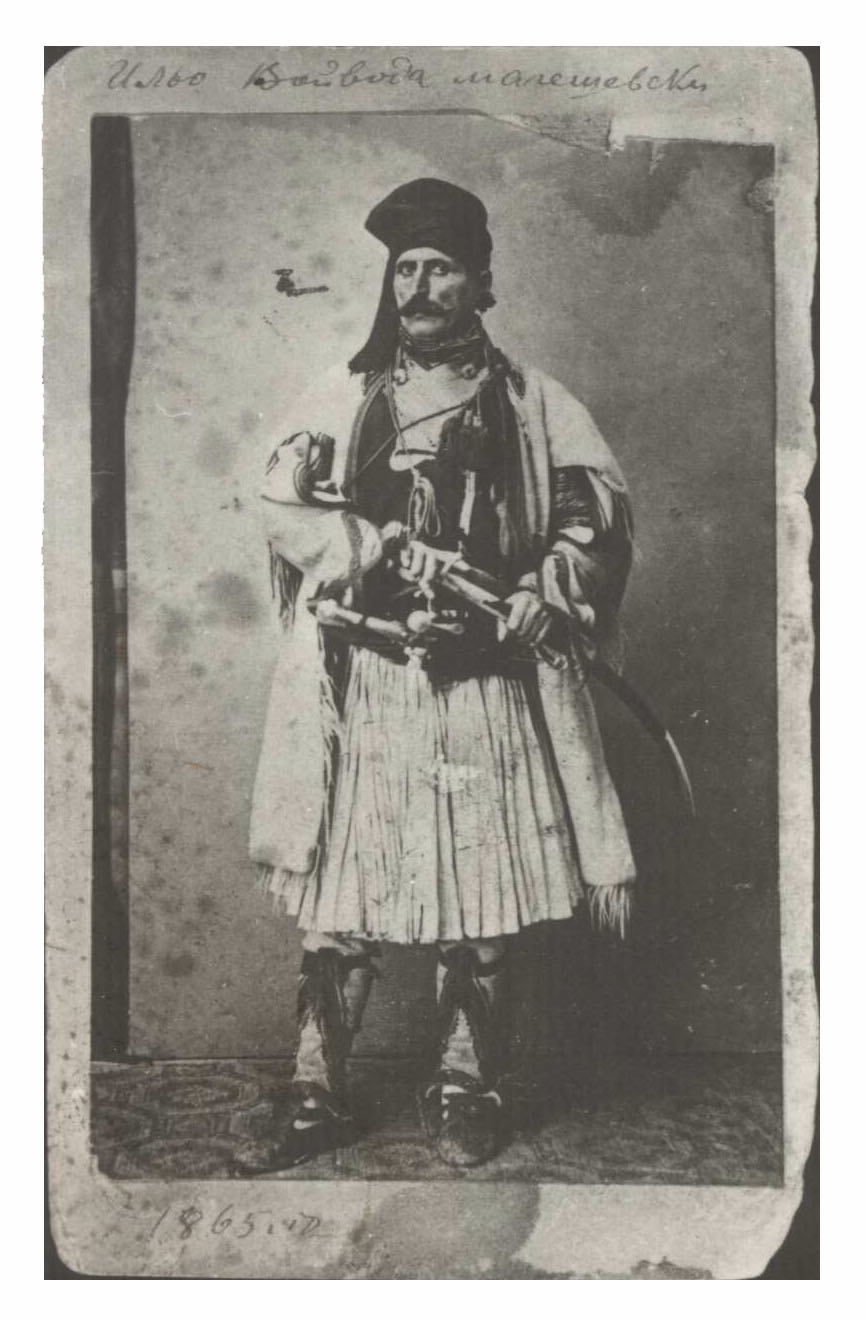
Ilyo Voyvoda, chef de haïdouks, photographié en 1862

La province est créée en 1846 par division du pachalik de Roumélie. Au milieu du XIXe siècle, elle connaît des incursions de haïdouks (hors-la-loi) venus de Serbie, comme Ilyo Voyvoda, qui combattent l'autorité ottomane.
En 1861, pendant la période des réformes du Tanzimat, le gouvernement de la province est confié à Midhat Pacha, un réformateur influencé par les idées occidentales, qui améliore les communications, renforce la gendarmerie contre les bandes de venues de Serbie, et crée des écoles et des hôpitaux pour les sujets de toutes religions.
En 1864, Midhat Pacha obtient le gouvernement d'une province élargie, le vilayet du Danube, qui regroupe les eyalets de Niš, de Vidin et de Silistra sur le bas Danube, avec un conseil provincial comprenant des musulmans et des chrétiens. Le système du vilayet sera élargi à tout l'Empire en 1867.

## Limites
Le pachalik de Niš est bordé par :
1. Au nord-ouest, la principauté de Serbie, autonome depuis 1817
2. Au nord, le pachalik de Vidin, lui aussi détaché du pachalik de Roumélie en 1846
3. Au nord-est, le pachalik de Silistra
4. Au sud-est, le pachalik d'Andrinople (Edirne)
5. Au sud, le pachalik de Salonique (Thessalonique)
6. Au sud-ouest, ce qui reste du pachalik de Roumélie, autour de Monastir et du Kosovo

## Subdivisions
Au milieu du XIXe siècle, le pachalik compte quatre sandjaks :
- Sandjak de Niš
- Sandjak de Sofia
- Sandjak de Samokov
- Sandjak de Kyustendil

### Sources et bibliographie
- (en) Cet article est partiellement ou en totalité issu de l’article de Wikipédia en anglais intitulé « Niš Eyalet » (voir la liste des auteurs) dans sa version du 27 septembre 2015.